# 羅耶·T·摩爾
羅耶·泰勒·摩爾（英語：Royall Tyler Moore，1930年10月11日—2014年8月17日）是一名美國真菌學家。

## 生平
1959年，摩爾獲得哈佛大學博士學位，論文題目是真菌屬Sporidesmium。之後，他在康乃爾大學、加州大學柏克萊分校和北卡羅萊納州立大學從事真菌分類和發展的研究工作，之後加入科萊恩的烏爾斯特大學任教。摩爾向康乃爾大學捐贈了近50萬美元，用於促進真菌學研究。